# Grojanowski-Report
Der Grojanowski-Report ist ein Bericht über die massenhafte Ermordung von polnischen Juden durch die deutsche Besatzungsmacht im Vernichtungslager Chelmno, der von Szlamek Bajler unter dem Pseudonym Jakob Grojanowski 1942 geschrieben wurde. Januar/Februar 1942 gelang dem Häftling Bajler gemeinsam mit Rabbi Yehoshua Moshe Aharonson von dort die Flucht und er erreichte das Warschauer Ghetto. Dort berichtete er auf Jiddisch der Historikergruppe Oneg Schabbat um Emanuel Ringelblum ausführlich davon. Der danach erstellte Bericht wurde aus dem Ghetto geschmuggelt und kam über den polnischen Widerstand zur Polnischen Exilregierung in London (Juni 1942).
Er beschrieb die Gefangennahme von Juden in Izbica Kujawska am 6. Januar und den gesamten Vernichtungsprozess in dem Konzentrationslager: die Erstickung in den Gaswagen, die Beseitigung der Leichen, die Haftbedingungen der Gefangenen und seine Flucht. Oneg Shabbat und Bajler verfassten den Bericht auf Polnisch und Deutsch und sandten die polnische Fassung nach London.
Bajler floh dann weiter nach Zamość. Von dort schrieb er Emanuel Ringelblum den Bericht von einem weiteren Vernichtungslager, dem Konzentrationslager Belzec. Wenige Tage nach diesem Brief, etwa gegen Ende April 1942, wurde Szlamek Bajler bei einer Razzia verhaftet, deportiert und selbst in Belzec ermordet. Nach Angaben von Yad Vashem liegt der Grojanowski-Report im Jüdischen Historischen Institut in Warschau vor und als Kopie in Jerusalem (JM/2713).
Sein Bericht vervollständigte bei der Polnischen Exilregierung und bei den Alliierten den Informationsstand über den Holocaust der Deutschen an Juden, den sie u. a. durch die Berichte von Witold Pilecki (ab Oktober 1940 schickte er Berichte aus dem KZ Auschwitz nach Warschau und ab März 1941 gingen sie nach London) und von Jan Karski (Frühjahr 1942) hatten. Dies führte u. a. zu der Interalliierten Erklärung gegen die bestialische Politik der kaltblütigen Austilgung an den Juden Europas vom Dezember 1942.